# Minori Suzuki
Minori Suzuki (鈴木 みのり Minori Suzuki; Prefettura di Aichi, 1º ottobre 1997) è una doppiatrice e cantante giapponese.

## Doppiaggio

### Serie televisive anime
- Freyja Wion in Macross Delta (2016)
- Ragazzo in Kirakira Pretty Cure À La Mode (2017)
- Ema in Grancrest senki (2018)
- Momo Shinozuka in Chio-chan no tsūgakuro (2018)
- Kai e Mei in Kakuriyo no yadomeshi (2018)
- Sera in Black Summoner (2022)
- Liko in Pocket Monsters (2023)
- Benjamin in Sugar Apple Fairy Tale (2023)
- Maho Tōyama in  The Girl I Like Forgot Her Glasses (2023)
- Uran in Pluto (2023)
- Shiori Yomiuri in  Days with My Stepsister (2023)
- Yuko Hanazono in  Secret AiPri (2024)

### Videogiochi
- Hajime Fujiwara in The Idolmaster Cinderella Girls (2011)
- Yatima in Granblue Fantasy (2014)
- Angie Yonaga in Danganronpa V3: Killing Harmony (2017)
- HMS Comet e HMS Crescent in Azur Lane (2017)
- Sora in Arknights (2019)
- Hisaki Kaguya in Medarot S: Unlimited Nova (2020)
- Ena Shinonome in Hatsune Miku: Colorful Stage! (2020)
- Agnes Digital in Uma Musume Pretty Derby (2021)
- Voce Cacciatrice in Monster Hunter Rise (2021)
- Ena Shinonome in Project Sekai: Colorful Stage! feat. Hatsune Miku (2020)
- Clay in Goddess of Victory: Nikke (2022)
- Fanciulla del santuario di Rimland in Dragon Quest III HD-2D Remake (2024)